# 645 Agrippina
645 Agrippina è un asteroide della fascia principale del diametro medio di circa 28 km. Scoperto nel 1907, presenta un'orbita caratterizzata da un semiasse maggiore pari a 3,2034141 UA e da un'eccentricità di 0,1559502, inclinata di 7,02503° rispetto all'eclittica.
Il suo nome si riferisce sia ad Agrippina maggiore, madre di Caligola, sia a Agrippina minore, madre di Nerone.